# Col des Fleuries
Der Col des Fleuries ist ein 920 Meter hoher Gebirgspass in den französischen Alpen. Er befindet sich in der Region Auvergne-Rhône-Alpes im Département Haute-Savoie und verbindet über die D2 die Gemeinden La Roche-sur-Foron im Norden mit Fillière im Süden.

## Streckenführung
Die Nordauffahrt der D2 beginnt in La Roche-sur-Foron und führt über Les Fleuries und Les Crys bei einer konstanten Steigung von rund 5 % auf die Passhöhe. Der verläuft in offenem und bewohntem Terrain und ist 8,2 Kilometer lang. Die kürzere Südauffahrt startet in Fillière und verläuft auf geraden Straßen. Die Passhöhe wird nach zwei Kehren im oberen Teil erreicht. Die durchschnittliche Steigung der Südseite liegt bei 4,5 %.

## Tour de France
Die Tour de France passierte die Südauffahrt des Col de Fleuries im Jahr 2018 auf der 10. Etappe. Im Jahr 2020 diente die Südauffahrt im Rahmen der 18. Etappe als Schlussanstieg, ehe die Zielankunft in La Roche-sur-Foron erreicht wurde. Bei der Tour de France 2023 wird auf der 15. Etappe die Nordauffahrt des Col de Fleuries befahren werden, wobei erneut keine Bergwertung auf der Passhöhe abgenommen werden wird.